# 国際マルクス＝エンゲルス財団
国際マルクス＝エンゲルス財団（こくさいマルクス＝エンゲルスざいだん、ドイツ語: Internationale Marx-Engels-Stiftung、略称IMES）は、カール・マルクスとフリードリヒ・エンゲルスの全著作（Marx-Engels-Gesamtausgabe）の編集・出版事業をすすめている機関である。
アムステルダムの社会史国際研究所に本部を置き、ベルリン·ブランデンブルク科学アカデミー（de:Berlin-Brandenburgische Akademie der Wissenschaften ; BBAW）、トリーアのフリードリヒ・エーベルト財団（de:Friedrich-Ebert-Stiftung）によるカール・マルクスの生家、ロシア国立社会政治史文書館、モスクワのロシア社会国家問題独立研究所（the Russian Independent Institute for the Study of Social and National Problems ; RNI）で構成される国際的なネットワークでもある。
『資本論』刊行100周年にあたる1967年、ソビエト連邦共産党とドイツ社会主義統一党とで協定が結ばれマルクス・エンゲルスの新しい全集の編纂が始められていたが、1980年代末の東欧革命などの影響を受け中断の危機にさらされた。こうした中で1990年に当財団が設立され事業を引き継いだ。2020年の完刊を目標として、脱政治的・脱イデオロギー的・学術的な刊行作業をすすめている。